# Alexios I. Studites
Alexios I. Studites (griechisch Αλέξιος ὁ Στουδίτης; † 20. Februar 1043) war Patriarch von Konstantinopel (1025–1043).

## Leben

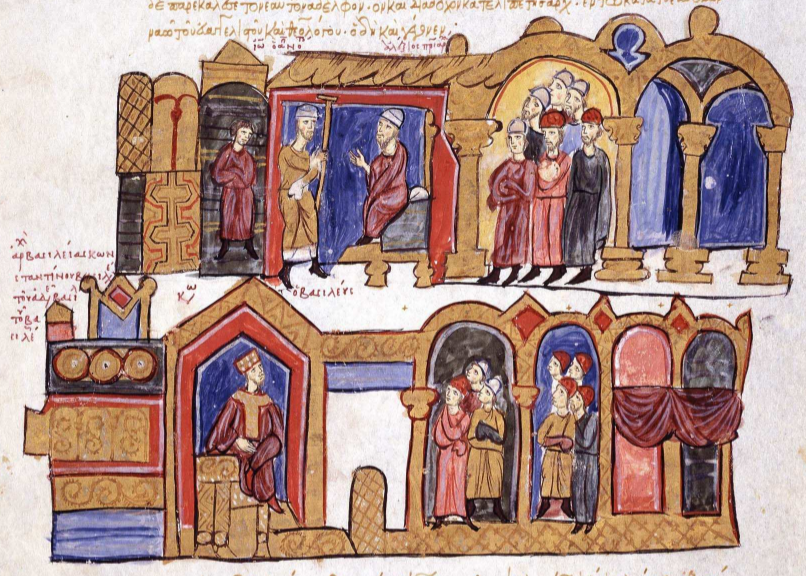
Die Erhebung von Alexios I. Studites zum Patriarchen, Madrider Bilderhandschrift des Skylitzes

Alexios war Hegumen (Abt) des Studionklosters. Am 15. Dezember 1025 wurde er zum Patriarchen von Konstantinopel geweiht und inthronisiert. Er war ausgewählt worden von Kaiser Basileios II., der an diesem Tag starb.
Alexios musste sich in mehreren Machtwechseln in Konstantinopel behaupten. Er reformierte Teile des byzantinischen  Kirchenrechts. Alexios gründete 1034 das Kloster des Entschlafens (Koimesis) der Gottesmutter am Bosporos, dessen Regeln (Typikon) vom Höhlenkloster in Kiew übernommen wurden. Der Text ist nur in slawischer Version erhalten.
Alexios starb am 20. Februar 1043.